# Леминстер
Ле́минстер (англ. Leominster /ˈlɛmstər/, валл. Llanllieni) — город в Великобритании.
Город Леминстер расположен на крайнем западе Англии, в регионе Западный Мидленд, на территории графства Херефордшир, в 19 километрах севернее Херефорда. Через город протекает река Лугг. Численность населения Леминстера составляет 11 тысяч человек.
Название города происходит от построенного здесь в раннем Средневековье собора (англ. minster) в существовавшем здесь административном округе Лене (Lene) или Леон (Leon). По другим сведениям, исходящим из городских источников, название округа и города происходит от имени графа Леофрика, супруга легендарной леди Годивы.

## Города-побратимы
- Саверн, Франция
- Тенгеру, Танзания